# 福井県道156号佐野山岸線
福井県道156号佐野山岸線（ふくいけんどう156ごう さのやまぎしせん）は福井県福井市と同県坂井市を結ぶ一般県道である。

## 路線概要
国道305号と国道416号を結ぶ役割を担う路線である。しかしこの両国道は福井市内で接続しており、迂回路あるいは近道としての役割が主である。だがこの路線は坂井市に入った直後からしばらく九頭竜川の左岸堤防上を走っており、台風などの災害時には通行止めとなってしまうため、迂回路としての役割を果たせない。渋滞など人為的な混雑の場合のみ迂回路としての役割しか果たすことの出来ない路線である。
当初の終点は路線名の通り坂井郡（当時）三国町山岸（現在の曲折部の交差点）であったが、そこから同町新保までを含む区間が国道305号の三里浜バイパス部の部分開通に伴い国道指定を解除される際に本路線としての延伸が行われた。

### 路線データ
- 起点：福井県福井市佐野町
- 終点：同県坂井市三国町新保

## 通過する自治体
- 福井県
  - 福井市 - 坂井市

## 道路状況
堤防上の区間はセンターラインの無い1.8車線程度の道路だが、それ以外の区間では片側1車線が確保されている。坂井市南部の東尋坊などの観光地と福井市を結ぶ裏道として比較的利用は多く、堤防上の狭い区間でも離合しなければならない状況も多い。運転に慣れた者なら通行に支障の無い路線だが、車幅感覚をつかめていない車両や初心者等は通行を控えたほうが良い道といえるだろう。

## 接続道路
- 福井県道3号福井大森河野線（福井市佐野町・佐野交差点、起点）
- 国道416号＜現道＞（福井市佐野町・佐野交差点、起点）
- 福井県道10号丸岡川西線（福井市佐野町・佐野交差点、起点 - ＜重複＞- 福井市砂子坂町）
- 福井県道102号春江川西線（福井市砂子坂町、福井県道10号丸岡川西線東方向に重複）
- 国道416号＜新道（白方 - 布施田バイパス）＞（福井市波寄町）
- 福井県道155号八幡横越線（坂井市三国町横越）
- 福井県道20号三国春江線（坂井市三国町下野・下野交差点）
- 国道305号（国道365号重複）（坂井市三国町新保・新保交差点、終点）

## 沿線
- 佐野温泉